# Wielki Meczet w Isfahanie
Wielki Meczet, także: meczet Piątkowy (pers. مسجد جامع) – meczet w Isfahanie, wpisany w 2012 roku na listę światowego dziedzictwa UNESCO. Powierzchnia meczetu wynosi 2 ha, co czyni go największym meczetem w Iranie.
Najstarsza część meczetu (szabestan z kolumnami) pochodzi z 772 roku, jednak prowadzone tu wykopaliska archeologiczne wskazują, że meczet zbudowano na pozostałościach wcześniejszych, przedislamskich budowli. Prawdopodobnie istniała tu wcześniej sasanidzka świątynia ognia. W XI stuleciu meczet gruntownie przebudowano – wzniesiono wówczas istniejące do dziś cztery ejwany zdobione glazurowanymi cegłami. Ten styl budownictwa stał się później charakterystyczną cechą perskiej architektury sakralnej.